# Gustav Deetjen
Johann Friedrich Gustav Deetjen (* 19. März 1835 in Bremen; † 2. September 1910 ebenda) war ein deutscher Kaufmann, Bierbrauer und Mäzen in Bremen.

## Biografie
Deetjen war der Enkel des Bierbrauers Johann Deetjen. Er war Teilhaber einer Bierbrauerei sowie Essig- und Geneverfabrik, am Deich 38a. Er war ein großzügiger Mäzen. 1857 gründete er mit Hermann Deetjen und anderen den Bremer Reit-Club, ab 1907 Bremer Rennverein, der seit 1898 einen „Renn-Platz“, die spätere Galopprennbahn Bremen, betrieb. Er stiftete Flächen für den Bürgerpark Bremen und 1873 für das Parkhaus am Hollersee sowie 1890 bei der Nordwestdeutschen Gewerbe- und Industrieausstellung für 300.000 Mark das Hauptgebäude der Ausstellung. Seit etwa 1880 wohnte er Contrescarpe Nr. 70. Er vererbte 226.000 Mark für gemeinnützige Zwecke.
Der Kaufmann Hans Henning Deetjen (1900–1957) stammte aus seiner Familie.
Die Gustav-Deetjen-Allee in Bremen-Schwachhausen wurde nach ihm benannt.